# IV Serie 1954-1955
La Quarta Serie 1954-1955 fu la terza edizione di questa categoria calcistica italiana, e il settimo campionato interregionale disputato nel Belpaese.
Da questa stagione la FIGC aveva deliberato l'allargamento degli organici, sia per equiparare i gironi a quelli delle categorie superiori, sia per alleggerire la pressione sulle troppe squadre di tradizione finite nelle leghe regionali in seguito al Lodo Barassi. Il regolamento prevedeva dunque otto raggruppamenti da diciotto squadre, 144 in totale, ciascuno dei quali metteva in palio un posto per le finali nazionali che davano accesso alla Serie C, mentre erano quattro le posizioni comportanti la retrocessione.
Alla modifica della stagione regolare corrispose quella delle finali che divennero ad eliminazione diretta, sia per compensare l'aumento delle giornate di campionato, sia per aumentare la spettacolarità della corsa alla promozione.

## Aggiornamenti
L'Associazione Sportiva Pro Gorizia è stata riammessa in IV Serie a completamento degli organici, in luogo di una promuovenda della propria regione.

## Girone A

### Classifica finale
L'A.S. Cenisia era una società di Torino.
|  | Pos. | Squadra         | Pt | G  | V  | N  | P  | GF | GS |
|  | ---- | --------------- | -- | -- | -- | -- | -- | -- | -- |
|  | 1.   | Pro Vercelli    | 48 | 34 | 22 | 4  | 8  | 58 | 23 |
|  | 2.   | Novese          | 42 | 34 | 16 | 10 | 8  | 52 | 30 |
|  | 3.   | Ivrea           | 39 | 34 | 16 | 7  | 11 | 48 | 31 |
|  | 4.   | Cenisia         | 38 | 34 | 15 | 8  | 11 | 59 | 56 |
|  | 5.   | Biellese        | 37 | 34 | 16 | 5  | 13 | 63 | 50 |
|  | 5.   | Arsenal Spezia  | 37 | 34 | 12 | 13 | 9  | 30 | 29 |
|  | 7.   | Vogherese       | 34 | 34 | 13 | 8  | 13 | 59 | 56 |
|  | 7.   | Borgosesia      | 34 | 34 | 13 | 8  | 13 | 47 | 45 |
|  | 7.   | Fossanese       | 34 | 34 | 14 | 6  | 14 | 54 | 53 |
|  | 10.  | Rapallo Ruentes | 33 | 34 | 12 | 9  | 13 | 43 | 48 |
|  | 10.  | Cuneo           | 33 | 34 | 13 | 7  | 14 | 49 | 60 |
|  | 12.  | Casale          | 31 | 34 | 10 | 11 | 13 | 43 | 46 |
|  | 12.  | Valenzana       | 31 | 34 | 9  | 13 | 12 | 43 | 50 |
|  | 12.  | Vado            | 31 | 34 | 11 | 9  | 14 | 44 | 55 |
|  | 15.  | Sestrese        | 30 | 34 | 8  | 14 | 12 | 34 | 41 |
|  | 16.  | Rivarolese      | 28 | 34 | 8  | 12 | 14 | 43 | 60 |
|  | 17.  | Saluzzo         | 27 | 34 | 8  | 11 | 15 | 38 | 50 |
|  | 18.  | Aosta           | 25 | 34 | 9  | 7  | 18 | 33 | 57 |

Legenda:
      Qualificato alla fase finale.
      Retrocesso in Promozione 1955-1956.
Regolamento:
Due punti a vittoria, uno a pareggio, zero a sconfitta.
Note:

## Girone B

### Classifica finale
|  | Pos. | Squadra              | Pt | G  | V  | N  | P  | GF | GS |
|  | ---- | -------------------- | -- | -- | -- | -- | -- | -- | -- |
|  | 1.   | Vigevano             | 50 | 34 | 19 | 12 | 3  | 69 | 30 |
|  | 2.   | Verbania Sportiva    | 47 | 34 | 19 | 9  | 6  | 57 | 33 |
|  | 3.   | Gallaratese          | 45 | 34 | 16 | 13 | 5  | 61 | 41 |
|  | 4.   | Snia Varedo          | 41 | 34 | 16 | 9  | 9  | 65 | 49 |
|  | 5.   | Pro Sesto            | 40 | 34 | 15 | 10 | 9  | 53 | 37 |
|  | 6.   | Vis Nova Giussano    | 35 | 34 | 12 | 11 | 11 | 50 | 38 |
|  | 6.   | Mariano Comense      | 35 | 34 | 14 | 7  | 13 | 50 | 44 |
|  | 8.   | Villasanta Aldo Sala | 34 | 34 | 11 | 12 | 11 | 46 | 52 |
|  | 9.   | Bovisio Masciago     | 33 | 34 | 10 | 13 | 11 | 49 | 55 |
|  | 10.  | Meda                 | 32 | 34 | 10 | 12 | 12 | 44 | 49 |
|  | 10.  | Saronno              | 32 | 34 | 12 | 8  | 14 | 31 | 44 |
|  | 12.  | Cantù                | 31 | 34 | 11 | 9  | 14 | 37 | 39 |
|  | 13.  | Rhodense             | 30 | 34 | 12 | 6  | 16 | 44 | 45 |
|  | 14.  | Pro Lissone          | 29 | 34 | 7  | 15 | 12 | 33 | 46 |
|  | 15.  | Magenta              | 28 | 34 | 11 | 6  | 17 | 32 | 43 |
|  | 16.  | Abbiategrasso        | 27 | 34 | 10 | 7  | 17 | 33 | 53 |
|  | 17.  | Ponte San Pietro     | 25 | 34 | 9  | 7  | 18 | 37 | 61 |
|  | 18.  | Luciano Manara       | 18 | 34 | 5  | 8  | 21 | 33 | 65 |

Legenda:
      Qualificato alla fase finale.
      Retrocesso in Prima Promozione 1954-1955.
Regolamento:
Due punti a vittoria, uno a pareggio, zero a sconfitta.
Pari merito in caso di pari punti.
Note:

## Girone C

### Classifica finale
L'U.S. Clodia era una società di Chioggia (VE), l'A.S. Hellas era una società di Verona (fusasi alcuni anni dopo con l'A.C. Verona), l'U.C. Casalese 1909 è una società di Casalmaggiore (CR).
|  | Pos. | Squadra            | Pt | G  | V  | N  | P  | GF | GS |
|  | ---- | ------------------ | -- | -- | -- | -- | -- | -- | -- |
|  | 1.   | Marzoli Palazzolo  | 51 | 34 | 22 | 7  | 5  | 61 | 27 |
|  | 2.   | Mantova            | 46 | 34 | 19 | 8  | 7  | 58 | 31 |
|  | 2.   | Forlì              | 46 | 34 | 19 | 8  | 7  | 59 | 32 |
|  | 4.   | Hellas             | 43 | 34 | 18 | 7  | 9  | 64 | 45 |
|  | 5.   | Falck Vobarno      | 39 | 34 | 13 | 13 | 8  | 46 | 47 |
|  | 6.   | Faenza             | 38 | 34 | 15 | 8  | 11 | 51 | 45 |
|  | 7.   | Reggiana           | 36 | 34 | 14 | 8  | 12 | 68 | 42 |
|  | 8.   | Marzotto Manerbio  | 35 | 34 | 11 | 13 | 10 | 45 | 41 |
|  | 9.   | Carpi              | 34 | 34 | 12 | 10 | 12 | 50 | 46 |
|  | 10.  | Fidenza            | 32 | 34 | 12 | 8  | 14 | 52 | 62 |
|  | 11.  | Lumezzane          | 31 | 34 | 12 | 7  | 15 | 45 | 53 |
|  | 11.  | Adriese            | 31 | 34 | 13 | 5  | 16 | 46 | 57 |
|  | 13.  | Bondenese          | 29 | 34 | 10 | 9  | 15 | 41 | 43 |
|  | 14.  | Clodia             | 28 | 34 | 10 | 8  | 16 | 36 | 56 |
|  | 15.  | Olimpia Caravaggio | 27 | 34 | 9  | 9  | 16 | 43 | 59 |
|  | 15.  | Cerea              | 27 | 34 | 8  | 11 | 15 | 33 | 48 |
|  | 17.  | Casalese           | 20 | 34 | 4  | 12 | 18 | 33 | 69 |
|  | 18.  | Legnago            | 19 | 34 | 6  | 7  | 21 | 40 | 68 |

Legenda:
      Qualificato alla fase finale.
      Retrocesso in Promozione 1955-1956.
Regolamento:
Due punti a vittoria, uno a pareggio, zero a sconfitta.
Note:

## Girone D

### Classifica finale
Il G.S. Vincenzo Lancia era una società di Bolzano.
|  | Pos. | Squadra              | Pt | G  | V  | N  | P  | GF | GS |
|  | ---- | -------------------- | -- | -- | -- | -- | -- | -- | -- |
|  | 1.   | Mestrina             | 47 | 34 | 20 | 7  | 7  | 62 | 34 |
|  | 2.   | CRDA Monfalcone      | 40 | 34 | 16 | 8  | 10 | 64 | 40 |
|  | 2.   | Spilimbergo          | 40 | 34 | 14 | 12 | 8  | 51 | 41 |
|  | 2.   | Schio                | 40 | 34 | 12 | 16 | 6  | 50 | 36 |
|  | 5.   | Belluno              | 39 | 34 | 15 | 9  | 10 | 62 | 43 |
|  | 6.   | Pordenone (-1)       | 38 | 34 | 12 | 15 | 7  | 49 | 36 |
|  | 7.   | Bassano              | 37 | 34 | 15 | 7  | 12 | 45 | 45 |
|  | 8.   | Pellizzari Arzignano | 34 | 34 | 13 | 8  | 13 | 58 | 57 |
|  | 8.   | Merano               | 34 | 34 | 14 | 6  | 14 | 49 | 49 |
|  | 8.   | Trento               | 34 | 34 | 15 | 4  | 15 | 57 | 57 |
|  | 8.   | Sacilese             | 34 | 34 | 15 | 4  | 15 | 55 | 59 |
|  | 12.  | Dolo                 | 33 | 34 | 13 | 7  | 14 | 55 | 60 |
|  | 13.  | Portogruaro          | 32 | 34 | 13 | 6  | 15 | 48 | 54 |
|  | 13.  | Pro Gorizia          | 32 | 34 | 10 | 12 | 12 | 42 | 53 |
|  | 15.  | Olimpia Cittadella   | 30 | 34 | 10 | 10 | 14 | 43 | 61 |
|  | 16.  | SAICI Torviscosa     | 29 | 34 | 10 | 9  | 15 | 49 | 52 |
|  | 17.  | San Giovanni Trieste | 20 | 34 | 5  | 10 | 19 | 32 | 56 |
|  | 18.  | Vincenzo Lancia      | 18 | 34 | 6  | 6  | 22 | 40 | 77 |

Legenda:
      Qualificato alla fase finale.
      Retrocesso in Promozione 1955-1956.
Regolamento:
Due punti a vittoria, uno a pareggio, zero a sconfitta.
Note:
Il Pordenone è stato penalizzato con la sottrazione di 1 punto in classifica.

## Girone E

### Classifica finale
|  | Pos. | Squadra            | Pt | G  | V  | N  | P  | GF | GS |
|  | ---- | ------------------ | -- | -- | -- | -- | -- | -- | -- |
|  | 1.   | Siena              | 49 | 34 | 21 | 7  | 6  | 68 | 28 |
|  | 2.   | Solvay             | 44 | 34 | 17 | 10 | 7  | 62 | 34 |
|  | 3.   | Sansepolcro        | 42 | 34 | 15 | 12 | 7  | 50 | 35 |
|  | 3.   | Fabriano           | 42 | 34 | 16 | 10 | 8  | 47 | 35 |
|  | 5.   | Lucchese           | 40 | 34 | 13 | 14 | 7  | 51 | 30 |
|  | 5.   | Castelfidardo      | 40 | 34 | 17 | 6  | 11 | 59 | 42 |
|  | 5.   | Pisa               | 40 | 34 | 13 | 14 | 7  | 33 | 26 |
|  | 8.   | Jesi               | 37 | 34 | 12 | 13 | 9  | 48 | 43 |
|  | 9.   | Anconitana         | 36 | 34 | 13 | 10 | 11 | 37 | 36 |
|  | 10.  | Sestese            | 35 | 34 | 13 | 9  | 12 | 45 | 39 |
|  | 10.  | Massese            | 35 | 34 | 14 | 7  | 13 | 40 | 42 |
|  | 12.  | Città di Castello  | 32 | 34 | 13 | 6  | 15 | 37 | 38 |
|  | 13.  | Pistoiese          | 31 | 34 | 11 | 9  | 14 | 34 | 37 |
|  | 13.  | Cecina             | 31 | 34 | 11 | 9  | 14 | 39 | 47 |
|  | 15.  | Rimini             | 26 | 34 | 9  | 8  | 17 | 33 | 50 |
|  | 16.  | Bagni di Lucca     | 22 | 34 | 8  | 6  | 20 | 32 | 60 |
|  | 17.  | Le Signe (-2)      | 15 | 34 | 6  | 5  | 23 | 27 | 72 |
|  | 18.  | Minatori Perticara | 13 | 34 | 2  | 9  | 23 | 24 | 72 |

Legenda:
      Qualificato alla fase finale.
      Retrocesso in Promozione 1955-1956.
Regolamento:
Due punti a vittoria, uno a pareggio, zero a sconfitta.
Note:
Il Signe è stato penalizzato con la sottrazione di 2 punti in classifica.

## Girone F

### Classifica finale
La S.S. Sanlorenzartiglio e l'U.S. Italcalcio erano società di Roma.
|  | Pos. | Squadra                | Pt | G  | V  | N  | P  | GF | GS |
|  | ---- | ---------------------- | -- | -- | -- | -- | -- | -- | -- |
|  | 1.   | BPD Colleferro         | 54 | 34 | 25 | 4  | 5  | 75 | 24 |
|  | 2.   | Torres                 | 47 | 34 | 22 | 3  | 9  | 68 | 28 |
|  | 3.   | L'Aquila               | 44 | 34 | 18 | 8  | 8  | 49 | 27 |
|  | 4.   | Annunziata Ceccano     | 43 | 34 | 17 | 9  | 8  | 60 | 35 |
|  | 5.   | Romulea                | 39 | 34 | 13 | 13 | 8  | 61 | 51 |
|  | 6.   | F. Di Biagio Terracina | 38 | 34 | 14 | 10 | 10 | 48 | 37 |
|  | 7.   | Iglesias               | 36 | 34 | 15 | 6  | 13 | 56 | 46 |
|  | 8.   | Foligno                | 35 | 34 | 14 | 7  | 13 | 56 | 41 |
|  | 8.   | Ternana                | 35 | 34 | 15 | 5  | 14 | 43 | 45 |
|  | 8.   | Perugia                | 35 | 34 | 13 | 9  | 12 | 56 | 62 |
|  | 11.  | Montevecchio           | 34 | 34 | 11 | 12 | 11 | 43 | 36 |
|  | 11.  | Sora                   | 34 | 34 | 12 | 10 | 12 | 35 | 46 |
|  | 13.  | Sanlorenzartiglio      | 33 | 34 | 12 | 9  | 13 | 41 | 48 |
|  | 14.  | Frosinone              | 29 | 34 | 10 | 9  | 15 | 32 | 46 |
|  | 15.  | Italcalcio             | 26 | 34 | 8  | 10 | 16 | 35 | 50 |
|  | 16.  | Nuorese                | 19 | 34 | 3  | 13 | 18 | 31 | 63 |
|  | 16.  | Orbetello              | 19 | 34 | 7  | 5  | 22 | 31 | 78 |
|  | 18.  | Grosseto               | 12 | 34 | 5  | 2  | 27 | 27 | 84 |

Legenda:
      Qualificato alla fase finale.
      Retrocesso in Promozione 1955-1956.
 Poi campione nazionale di categoria.
Regolamento:
Due punti a vittoria, uno a pareggio, zero a sconfitta.
Note:

## Girone G

### Classifica finale
|  | Pos. | Squadra          | Pt | G  | V  | N  | P  | GF | GS |
|  | ---- | ---------------- | -- | -- | -- | -- | -- | -- | -- |
|  | 1.   | Molfetta         | 50 | 34 | 21 | 8  | 5  | 55 | 25 |
|  | 2.   | Chinotto Neri    | 48 | 34 | 22 | 4  | 8  | 73 | 26 |
|  | 3.   | Pescara          | 45 | 34 | 18 | 9  | 7  | 54 | 28 |
|  | 4.   | Trani            | 42 | 34 | 16 | 10 | 8  | 54 | 28 |
|  | 5.   | Chieti           | 41 | 34 | 15 | 11 | 8  | 58 | 35 |
|  | 6.   | Giulianova       | 36 | 34 | 15 | 6  | 13 | 46 | 36 |
|  | 7.   | Foggia           | 33 | 34 | 14 | 5  | 15 | 43 | 43 |
|  | 7.   | Audace Cerignola | 33 | 34 | 13 | 7  | 14 | 40 | 44 |
|  | 7.   | Sangiorgese      | 33 | 34 | 12 | 9  | 13 | 40 | 60 |
|  | 10.  | Andria           | 32 | 34 | 12 | 8  | 14 | 43 | 50 |
|  | 11.  | Campobasso       | 31 | 34 | 12 | 7  | 15 | 34 | 43 |
|  | 12.  | Toma Maglie      | 29 | 34 | 11 | 7  | 16 | 44 | 56 |
|  | 12.  | Potenza          | 29 | 34 | 12 | 5  | 17 | 30 | 53 |
|  | 14.  | Matera           | 28 | 34 | 10 | 8  | 16 | 34 | 57 |
|  | 15.  | Brindisi         | 26 | 34 | 8  | 10 | 16 | 35 | 44 |
|  | 15.  | Del Duca Ascoli  | 26 | 34 | 10 | 6  | 16 | 34 | 49 |
|  | 15.  | Fermana          | 26 | 34 | 8  | 10 | 16 | 36 | 56 |
|  | 18.  | Melfi            | 24 | 34 | 7  | 10 | 17 | 29 | 49 |

Legenda:
      Qualificato alla fase finale.
      Retrocesso in Promozione 1955-1956.
Regolamento:
Due punti a vittoria, uno a pareggio, zero a sconfitta.
Note:

## Girone H

### Classifica finale
|  | Pos. | Squadra        | Pt | G  | V  | N  | P  | GF | GS |
|  | ---- | -------------- | -- | -- | -- | -- | -- | -- | -- |
|  | 1.   | Cirio          | 51 | 34 | 21 | 9  | 4  | 56 | 31 |
|  | 2.   | Cosenza        | 46 | 34 | 19 | 8  | 7  | 66 | 32 |
|  | 3.   | Enna           | 45 | 34 | 18 | 9  | 7  | 40 | 23 |
|  | 4.   | Ilva Bagnolese | 43 | 34 | 14 | 15 | 5  | 45 | 27 |
|  | 4.   | Marsala        | 43 | 34 | 15 | 13 | 6  | 60 | 43 |
|  | 6.   | Crotone        | 39 | 34 | 15 | 9  | 10 | 50 | 38 |
|  | 7.   | Trapani        | 37 | 34 | 12 | 13 | 9  | 48 | 35 |
|  | 8.   | Casertana      | 35 | 34 | 13 | 9  | 12 | 50 | 49 |
|  | 9.   | Reggina        | 33 | 34 | 12 | 9  | 13 | 46 | 53 |
|  | 9.   | Puteolana      | 33 | 34 | 12 | 9  | 13 | 39 | 47 |
|  | 11.  | Avellino       | 32 | 34 | 12 | 8  | 14 | 53 | 45 |
|  | 12.  | Nissena        | 30 | 34 | 12 | 6  | 16 | 52 | 50 |
|  | 13.  | Bagheria       | 29 | 34 | 10 | 9  | 15 | 33 | 27 |
|  | 13.  | Turris         | 29 | 34 | 9  | 11 | 14 | 42 | 55 |
|  | 15.  | Paolana        | 26 | 34 | 7  | 12 | 15 | 32 | 48 |
|  | 16.  | Torrese        | 25 | 34 | 9  | 7  | 18 | 35 | 61 |
|  | 17.  | Gioiese        | 21 | 34 | 4  | 13 | 17 | 28 | 61 |
|  | 18.  | Cavese         | 13 | 34 | 4  | 7  | 23 | 25 | 75 |

Legenda:
      Qualificato alla fase finale.
      Retrocesso in Promozione 1955-1956.
Regolamento:
Due punti a vittoria, uno a pareggio, zero a sconfitta.
Note:

## Fase finale

### Promozioni

#### Area Nord-Ovest
|              | Risultati |              | Luogo e data             |
| ------------ | --------- | ------------ | ------------------------ |
| Pro Vercelli | 1-1       | Vigevano     | Vercelli, 22 maggio 1955 |
| Vigevano     | 1-0       | Pro Vercelli | Vigevano, 29 maggio 1955 |
|              |           |              |                          |

#### Area Nord-Est
|                   | Risultati |            | Luogo e data                         |
| ----------------- | --------- | ---------- | ------------------------------------ |
| Marzoli Palazzolo | 2-1       | Mestrina   | Palazzolo sull'Oglio, 22 maggio 1955 |
| Mestrina          | 2-1       | Marzoli P. | Mestre, 29 maggio 1955               |
|                   |           |            |                                      |
| Mestrina          | 3-1       | Marzoli P. | Verona, 3 giugno 1955                |
|                   |           |            |                                      |

La ripetizione (terza gara in campo neutro), secondo le norme di allora fu necessaria a seguito del bilancio paritario avutosi fra andata e ritorno.

#### Area Centro
|                | Risultati |                | Luogo e data               |
| -------------- | --------- | -------------- | -------------------------- |
| Siena          | 1-2       | BPD Colleferro | Siena, 22 maggio 1955      |
| BPD Colleferro | 1-1       | Siena          | Colleferro, 29 maggio 1955 |
|                |           |                |                            |

#### Area Sud
|          | Risultati |          | Luogo e data             |
| -------- | --------- | -------- | ------------------------ |
| Molfetta | 1-0       | Cirio    | Molfetta, 22 maggio 1955 |
| Cirio    | 0-0       | Molfetta | Napoli, 29 maggio 1955   |
|          |           |          |                          |

### Poule scudetto

#### Semifinali settentrionali
|          | Risultati |          | Luogo e data            |
| -------- | --------- | -------- | ----------------------- |
| Vigevano | 0-2       | Mestrina | Vigevano, 5 giugno 1955 |
| Mestrina | 1-1       | Vigevano | Mestre, 9 giugno 1955   |
|          |           |          |                         |

#### Semifinali meridionali
|                | Risultati |                | Luogo e data              |
| -------------- | --------- | -------------- | ------------------------- |
| BPD Colleferro | 3-0       | Molfetta       | Colleferro, 5 giugno 1955 |
| Molfetta       | 1-1       | BPD Colleferro | Molfetta, 9 giugno 1955   |
|                |           |                |                           |

#### Finale
|                | Risultati |          | Luogo e data         |
| -------------- | --------- | -------- | -------------------- |
| BPD Colleferro | 4-4 (dts) | Mestrina | Roma, 18 giugno 1955 |
|                |           |          |                      |

|                | Risultati |          | Luogo e data         |
| -------------- | --------- | -------- | -------------------- |
| BPD Colleferro | 1-1 (dts) | Mestrina | Roma, 19 giugno 1955 |
|                |           |          |                      |

La ripetizione, secondo le norme di allora fu necessaria a seguito del bilancio paritario avutosi nell'incontro di Roma; avutosi ancora la parità al termine dei tempi supplementari il Colleferro vinse il titolo grazie al lancio della monetina.